# McInnis Canyons National Conservation Area
La McInnis Canyons National Conservation Area est une aire protégée américaine située dans le comté de Mesa, au Colorado, avec une petite partie dans le comté de Grand, dans l'Utah. Cette National Conservation Area créée le 24 octobre 2000 s'étend sur environ 499,5 km2, une majorité desquels bénéficiant d'une surprotection au sein de la Black Ridge Canyons Wilderness.